# 영혼과 기적
《영혼과 기적》(And You Thought Your Parents Were Weird)은 미국에서 제작된 토니 쿡슨 감독의 1991년 가족, 코미디, SF 영화이다. 마샤 스트라스먼 등이 주연으로 출연하였고 저스터 베처 등이 제작에 참여하였다.

## 출연

### 주연
- 마샤 스트라스먼
- 조슈아 존 밀러

### 조연
- 에댄 그로스
- 존 퀘이드
- 샘 베렌즈
- 앨런 시크
- 수잔 기브니
- A.J. 랭거
- 구스타브 빈타스
- 에릭 워커
- 빌 스밀리
- 로버트 클롯워디
- 아민 쉬머만
- 알랜 바세먼
- 마이클 스트라저
- 로웨나 발로스
- 켈리 팩카드
- 켄 레너

## 기타
- 공동제작: 베니 코즌
- 공동제작: 마크 슬레이터
- 미술: 알렉산드라 키세닉
- 의상: 소냐 밀코빅 헤이스
- Ass-PD: 조안 보스튼
- 세트: 낸시 부스